# بطولة ويمبلدون 1904
قائمة ببطولات ويمبلدون لسنة 1904:

## فردي رجال
لورنس دوهيرتي هزم  فرانك رايسيلي. النتيجة: 6-1 7-5 8-6

## فردي سيدات
دوروثيا دوجلاس هزمت  شارلوت كوبر. النتيجة: 6-0, 6-3